# Malexanders socken
Malexanders socken i Östergötland ingick i Göstrings härad (före 1899 även del i Vifolka härad, före 1920 även huvuddelen i Ydre härad), ingår sedan 1971 i Boxholms kommun och motsvarar från 2016 Malexanders distrikt.
Socknens areal är 200,19 kvadratkilometer, varav 152,74 land. År 2000 fanns här 282 invånare. Kyrkbyn Malexander med sockenkyrkan Malexanders kyrka ligger i denna socken. 

## Historik
Malexanders socken har medeltida ursprung. Den första uppgiften om Malexander finns i ett dokument, daterat 1345, där lagman Knut Jonsson testamenterar pengar till Ecclesie malghasandr och prästen Lambertus därstädes. Som kuriosa ur socknens prästlängd kan nämnas att Andreas Erici "underskrev Upsala möte 1593".
Malexanders befolkningsantal kulminerade 1875 vid nästan 1700. Man beslöt då att riva den gamla träkyrkan och bygga en stor kyrka av sten. Man räknade med fortsatt tillväxt och oförminskad "kyrksamhet". Men båda prognoserna slog grovt fel. De växande östgötaindustrierna drog till sig folket, inte minst från torpen. Boxholmsbruken behövde kolved och sågtimmer. Boxholms Skogar AB äger nu ca 2/3 av socknens mark. Numera finns cirka 300 fastboende i socknen, men på somrarna och i helgerna strömmar många fritidsboende och turister till.

### Administrativ historik
Vid kommunreformen 1862 övergick socknens ansvar för de kyrkliga frågorna till Malexanders församling och för de borgerliga frågorna till Malexanders landskommun. Landskommunen inkorporerades 1952 i Södra Göstrings landskommun och ingår sedan 1971 i Boxholm kommun. Församlingen uppgick 2010 i Boxholms församling.
Malexanders socken har även kallats Malgesanda. Enligt beslutet den 22 oktober 1897 fanns ett förslag att socknen officiellt skulle kallas Malgesanda, vilket inte bifölls.
1736 överfördes malexandergården Nargöl till den då nybildade Ulrika socken, jordebokssocken dock först 1892.
1899 överfördes ett område av socknen som tidigare tillhört Vifolka härad till Göstrings härad: Långstorp, Mellansjö, Uppsalatorp och Hallingsfall. Detta områdes jordebokssocken var före 1801 Västra Hargs socken, medan kyrksocknen även då var Malexanders socken.
1920 överfördes hela socknens område till Göstrings härad. Innan dess hade 9 3/8 mantal tillhört Göstrings härad, medan 15 5/8 del tillhört Ydre härad. Göstringsdelen bestod av Basteberg, Bränna, Danskebo, Norra Ekeberg, Gökshult, Mo, Ormsjötorp, Sjöbo, Taskebo (Adelsnäs), Enshult, Spakarp, Skärlunda, Stjärnesand, Somvik och Skurebo. Ydredelen bestod av Aspenäs, Bjälnäs, Bjärhult, Bålnäs, Gransbo, Hallingsfall, Hällebo, Härsmålen, Högbo, Idebo, Ivranäs, Landsnäs, Lyckö, Långstorp, Mellansjö, Malgeryd, Månhult, Ramfall,Svärdsvik, Södra Ekeberg, Södra Sand, Tumbo, Ugglebo, Uppsalatorp och Våkthult, totalt 40 gårdar (stamfastigheter). Fyra av dessa fick under årens lopp säterirättigheter: Bålnäs, Aspenäs, Somvik och Stjärnesand. Socknen hade som mest cirka 250 torp och backstugor.
1 januari 2016 inrättades distriktet Malexander, med samma omfattning som församlingen hade 1999/2000.
Socknen har tillhört samma fögderier och domsagor som socknens härader.  De indelta soldaterna tillhörde  Första livgrenadjärregementet, Ombergs och Ydre kompanier och Andra livgrenadjärregementet, Skenninge och Vifolka kompanier.

## Befolkningsutveckling
| Befolkningsutvecklingen i Malexanders socken 1754–1873 | Befolkningsutvecklingen i Malexanders socken 1754–1873 | Befolkningsutvecklingen i Malexanders socken 1754–1873 | Befolkningsutvecklingen i Malexanders socken 1754–1873 | Befolkningsutvecklingen i Malexanders socken 1754–1873 |
| ------------------------------------------------------ | ------------------------------------------------------ | ------------------------------------------------------ | ------------------------------------------------------ | ------------------------------------------------------ |
|                                                        |                                                        |                                                        |                                                        |                                                        |
| År                                                     |                                                        |                                                        | Folkmängd                                              |                                                        |
| 1754                                                   | 1754                                                   |                                                        | 700                                                    |                                                        |
|                                                        |                                                        |                                                        |                                                        |                                                        |

## Geografi
Malexanders socken ligger nordost om Sommen. Socknen är en sjörik småkuperad skogsbygd med uppodlade områden i dalar och vid sjön.

## Fornlämningar
Kända från socknen är gravrösen med stensättningar från bronsåldern eller äldre järnåldern.

## Namnet
Namnet (1345 Malghasanda) kommer från kyrkbyn. Förleden sammanhänger med sjönamnet Malgen, 'den steniga; sjön med småsten och grovt grus'. Sjön ligger norr om kyrkan.  Efterleden sand har sitt upphov i sandig mark vid kyrkan och sjön Sommen. Hela namnet har ansetts betyda 'det Sand(a) som ligger åt Malgen till, utanför Malgen'. En alternativ tolkning är att förledet syftar på en å mellan Malgen och kyrkplatsen, Malgha-a, 'ån som sammanhänger, kommer från Malgen'.

### Fotnoter
1. 1 2  Svensk Uppslagsbok andra upplagan 1947–1955: Malexander socken
2. 1 2  Harlén, Hans; Harlén Eivy (2003). Sverige från A till Ö: geografisk-historisk uppslagsbok. Stockholm: Kommentus. Libris 9337075. ISBN 91-7345-139-8
3. ↑  ”Församlingar”. Statistiska centralbyrån. https://www.scb.se/hitta-statistik/regional-statistik-och-kartor/regionala-indelningar/forsamlingar/. Läst 30 december 2022.
4. ↑   (PDF) Bidrag till Sveriges officiella statistik. A. Befolkningsstatistik Statistiska centralbyråns underdåniga berättelse för år 1900. Andra afdelningen: Areal och folkmängd för särskilda administrativa, judiciella och ecklesiastiska områden jämte uppgifter om främmande trosbekännare. Stockholm: Statistiska centralbyrån. 1906. sid. 11. Arkiverad från originalet den 2 oktober 2014. https://www.webcitation.org/6T1dBOrTB?url=http://www.scb.se/H/BISOS%201851-1917/BISOS%20A%20Befolkning%201851-1910/Befolkning-A-1900-andra.pdf. Läst 2 oktober 2014 Arkiverad 11 november 2013 hämtat från the Wayback Machine.
5. ↑  Administrativ historik för Malexander socken (Klicka på församlingsposten). Källa: Nationella arkivdatabasen, Riksarkivet.
6. 1 2  Sjögren, Otto (1931). Sverige geografisk beskrivning del 2 Östergötlands, Jönköpings, Kronobergs, Kalmar och Gotlands län. Stockholm: Wahlström & Widstrand. Libris 9939
7. 1 2  Nationalencyklopedin
8. ↑  Fornlämningar, Statens historiska museum: Malexanders socken
9. ↑  Fornminnesregistret, Riksantikvarieämbetet: Malexanders socken Fornminnen i socknen erhålls på kartan genom att skriva in sockennamn (utan "socken") i "Ange geografiskt område"
10. ↑  Mats Wahlberg, red (2003). Svenskt ortnamnslexikon. Uppsala: Institutet för språk och folkminnen. Libris 8998039. ISBN 91-7229-020-X. https://isof.diva-portal.org/smash/get/diva2:1175717/FULLTEXT02.pdf